# NGC 3377
NGC 3377 je eliptická galaxie
v souhvězdí Lva. Objevil ji William Herschel 8. dubna 1784. Od Země je vzdálená přibližně 35 milionů světelných let a je členem Skupiny galaxií M 96..
Na obloze se dá tato galaxie najít i menším hvězdářským dalekohledem jihovýchodně od hvězdy 52 Leonis.
V jádru této galaxie sídlí obří černá díra
o hmotnosti 80 milionů hmotností Slunce.